# أيزيا موريس
أيزيا موريس (بالإنجليزية: Isaiah Morris)‏ مواليد 2 أبريل 1969 في ريتشموند، هو لاعب كرة سلة أمريكي معتزل. بدأ مسيرته الاحترافية في سنة 1992. تم اختياره من قبل فريق ميامي هيت خلال الدرافت. حمل الرقم 35. يبلغ طوله 6 قدم 8 بوصة (2.0 م). اعتزل اللعب في 2007.

## المسيرة الاحترافية
لعب مع ديترويت بيستونز في موسم 1992–1993، ثم لعب مع تروتاموندوس دي كارابوبو في سنة 1995، ثم لعب مع نادي بيناس ويسكا لكرة السلة في الدوري الإسباني في موسم 1995–1996، ثم لعب مع بينارول دي مار ديل بلاتا في الدوري الأرجنتيني في موسم 1996–1997، ثم لعب مع أبولون ليماسول في موسم 1997–1998.

## روابط خارجية
- أيزيا موريس على موقع إن بي أي (الإنجليزية)
- أيزيا موريس على موقع سبورتس رفرنس (الإنجليزية)
- أيزيا موريس على موقع الدوري الإسباني لكرة السلة (الإسبانية)
- أيزيا موريس على موقع كرة السلة الأوروبية.كوم (الإنجليزية)
- أيزيا موريس على موقع كلية كرة السلة في سبورتس رفرنس.كوم (الإنجليزية)
- أيزيا موريس على موقع ريلجم (الإنجليزية)
- أيزيا موريس على موقع بروبوليرز (الإنجليزية)
- أيزيا موريس على موقع سبورتس رفرنس (الإنجليزية)